# Eemnesserweg 14 en Castanea
De villa's Eemnesserweg 14 en  12 (Castanea)  zijn twee identieke maar gespiegeld gebouwde villa's aan de Eemnesserweg in Baarn. Eemnesserweg 14 is een beschermd rijksmonument, door een aantal verbouwingen is Castanea op nummer 12 de status van rijksmonument kwijtgeraakt. De panden hebben in 2013 een kantoorfunctie.
De villa's waren oorspronkelijk met elkaar verbonden door een middendeel. De twee villa's zijn identiek maar gespiegeld van elkaar gebouwd. De panden werden tegelijk gebouwd met villa Liliane op de Wilhelminalaan 9 door dezelfde aannemer en onder toezicht van de architecten Th. G. Schill en D.H. Haverkamp.
Beide villa's hebben een ingang aan de zijkant met een paviljoen aan de voorzijde. Ook bij Liliane en de Villa Mariaheuvel op de Van Heutszlaan is dat het geval.
Als sluitsteen zijn maskerkoppen (mascarons) aangebracht, waarvan slechts één vrouwengezicht. Zulke koppen zijn ook gebruikt bij de villa op Oranjestraat 10.
Eemnesserweg 14
Het dak is gedekt met zeldzame Oegstgeester of beverstaartpannen.
Castanea
Castanea staat op de hoek van de Veldstraat en de Eemnesserweg en is genoemd naar 'kastanje' (op de perceelscheiding is een kastanjeboom geplant. In dit pand was na 1955 een openbaare leeszaal gevestigd.

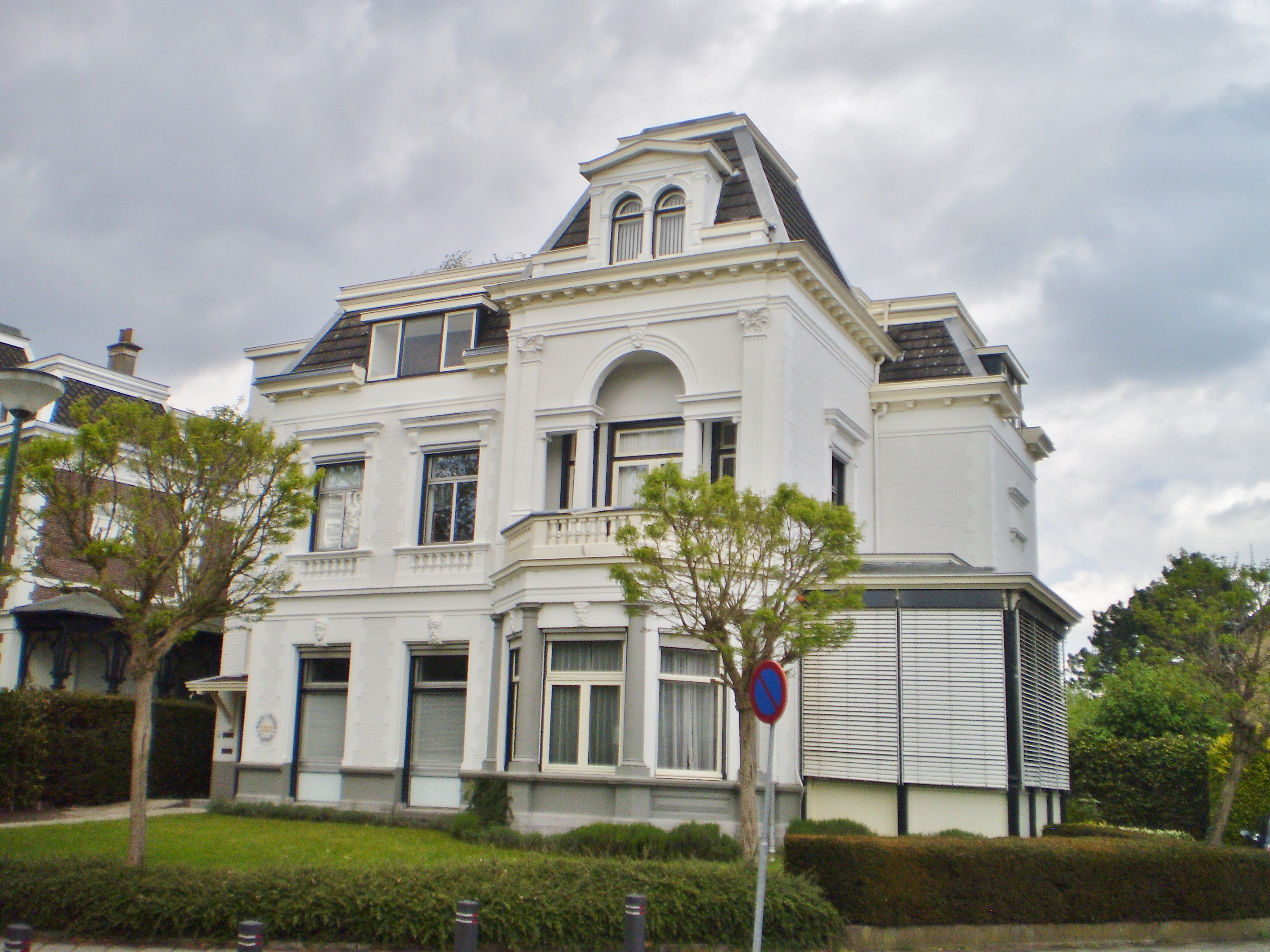
Castanea
op Eemnesserweg 12